# Gladiolus ornatus
Gladiolus ornatus är en irisväxtart som beskrevs av Friedrich Wilhelm Klatt. Gladiolus ornatus ingår i släktet sabelliljor, och familjen irisväxter. Inga underarter finns listade i Catalogue of Life.